# Сарыбулак (Туркестанская область)
Сарыбулак (каз. Сарыбұлақ, до 2001 г. — Кызыларык) — село в Байдибекском районе Туркестанской области Казахстана. Входит в состав Боралдайского сельского округа. Код КАТО — 513645600.

## Население
В 1999 году население села составляло 639 человек (313 мужчин и 326 женщин). По данным переписи 2009 года, в селе проживали 762 человека (356 мужчин и 406 женщин).